# Biebersteinia heterostemon
Biebersteinia heterostemon, jredna od četiri vrste biljaka u porodici Biebersteiniaceae. Kineski je endem u provinciji Gansu, Ningxia, Qinghai, sjeverni i zapadni Sichuan,
Stabljika je uspravna obično naraste 0.4-1.2 m (pa i više od 2 m), slabo razgranjena. Raste po obroncima brda, uz šljunkovite obale rijeka i po livadama.